# Воинское кладбище № 221 (Клеце)
 Памятник культуры Подкарпатского воеводства, регистрационный номер А-389 от 28 ноября 1995 года.
Воинское кладбище № 221 — Клеце (пол. Cmentarz wojenny nr 221 - Klecie) — воинское кладбище, находящееся в селе Клеце, Дембицкий повят, Подкарпатское воеводство, Польша. Кладбище входит в группу Западногалицийских воинских захоронений времён Первой мировой войны. На кладбище похоронены военнослужащие Австро-Венгерской армии, которые погибли в мае 1915 годов во время Первой мировой войны. Памятник культуры Подкарпатского воеводства.

## История
Кладбище было основано Департаментом воинских захоронений К. и К. военной комендатуры в Кракове в 1915 году. Автором некрополя является немецкий архитектор Густав Россман. На кладбище площадью 50 квадратных метра находятся 2 братские могилы, в которых похоронен 31 австрийский солдат.
Некрополь находится в 500 метрах на запад от дороги Ясло — Пильзно возле ручья Гоголувка.
28 ноября 1995 года некрополь был внесён в реестр памятников культуры Подкарпатского воеводства.

## Источник
- Oktawian Duda: Cmentarze I wojny światowej w Galicji Zachodniej. Warszawa: Ośrodek Ochrony Zabytkowego Krajobrazu, 1995. ISBN 83-85548-33-5.
- Roman Frodyma Galicyjskie Cmentarze wojenne t. II Okolice Tarnowa (Okręgi V—VII), Oficyna Wydawnicza «Rewasz», Pruszków 1998, ISBN 83-85557-38-5